# 沃爾卡諾 (夏威夷州)
沃爾卡諾（英語：Volcano）是位於美國夏威夷州夏威夷縣的一個人口普查指定地區。

## 地理
沃爾卡諾的座標為19°26′59″N 155°14′08″W / 19.44972°N 155.23556°W，而該地最高點為海拔高度1143米（即3750英尺）。

## 人口
根據2010年美國人口普查的數據，沃爾卡諾的面積為151.70平方千米，均為陸地。當地共有人口2575人，而人口密度為每平方千米16人。